# La Guamuchilera, Morelos
La Guamuchilera är en ort i Mexiko.   Den ligger i kommunen Xochitepec och delstaten Morelos, i den sydöstra delen av landet, 70 km söder om huvudstaden Mexico City. La Guamuchilera ligger 1 128 meter över havet och antalet invånare är 347.
Terrängen runt La Guamuchilera är varierad. Runt La Guamuchilera är det tätbefolkat, med 591 invånare per kvadratkilometer. Närmaste större samhälle är Cuernavaca, 18,3 km norr om La Guamuchilera. I omgivningarna runt La Guamuchilera växer huvudsakligen savannskog.